# StG 44
StG 44 (Sturmgewehr 44, „útočná puška 44“) je německá útočná puška se selektivní palbou vyvinutá během druhé světové války Hugo Schmeisserem. Také je známá pod dřívějším označení MP 43 a MP 44 (Maschinenpistole 43 a 44). StG 44 byl vylepšením dřívější konstrukce Maschinenkarabiner 42 (H).
Mnohými historiky je považovaná za první moderní typ tohoto druhu zbraně vůbec; představila zkrácený náboj, kontrolovatelnou automatickou palbu, kompaktnější konstrukci oproti klasickým puškám, větší kadenci a schopnost zasažení cíle do několika set metrů. Byla navržena především pro zasažení cílů do několika stovek metrů. Ostatní pušky té doby byly navrženy tak, aby zasáhly cíl přes tisíc metrů, ale bylo zjištěno, že to překračuje rozsah, ve kterém se většina nepřátelských střetů skutečně odehrála.
StG 44 účinně plnila svoji roli, zejména na východní frontě a ve srovnání se standardními pěchotními puškami nabízela výrazně zvýšený objem palby. Zbraň měla hluboký dopad na vývoj pěchotních palných zbraní; speciálně v SSSR rychle postřehli výhody tohoto nového druhu zbraně a velmi brzy vyvinuli vlastní verzi v podobě AK-47, kterou StG do značné míry ovlivnila. Vliv StG je stále patrný v moderních útočných puškách, které se po druhé světové válce staly celosvětovým standardem pro pěchotní pušky.

## Vývoj

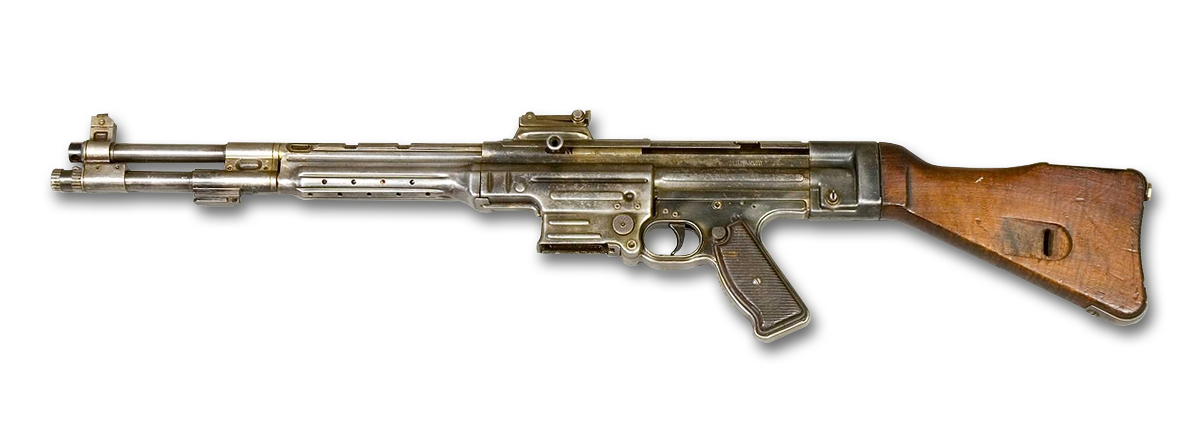
Mkb-42H

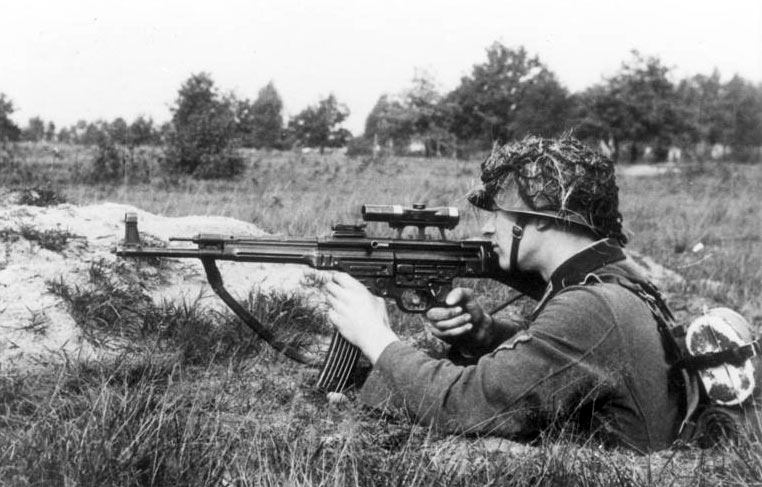
Voják s testovací variantou MP 43/1 s optickým zaměřovačem, který se u zbraně neosvědčil

Na počátku východního tažení byli němečtí vojáci často konfrontováni s účinností sovětských automatických pušek AVS-36 a AVT-40 ve výzbroji jednotek Rudé armády. To přimělo německé konstruktéry, aby obnovili vývoj vlastní zbraně podobného typu. Výsledkem byla FG 42, automatická puška pro speciální jednotky, která však nesplnila očekávání, a "strojní karabina" Mkb 42(H). Ta přišla do výzbroje německých jednotek v březnu 1943 a z ní byla vyvinutá útočná puška MP 43, po drobných úpravách přeznačená jako StG 44. Inovací u zbraní vyvinutých z Mkb 42(H) bylo použití zkráceného puškového náboje 7,92 × 33 mm Kurz. Zkrácený náboj umožnil kompromis mezi palebnou silou samopalu tím a dostřelem a přesností pušky: dovolil ke zbrani připojit zásobník s větší kapacitou nábojů, než měly pušky, a současně umožnil přesnou střelbu na větší vzdálenost, než bylo možné u pistolí a samopalů.
Filozofie vzniku této zbraně vycházela z poznatku, že střelec z pušky není schopen vést pomocí běžných mechanických mířidel palbu na větší vzdálenost než 400 m, a v drtivé většině případů jsou vojenské pušky používány na vzdálenosti kolem 250–300 m. Výkon do té doby běžných vojenských nábojů, jejichž střely si uchovávaly smrtící účinek na vzdálenosti 2000 metrů i více, se tedy ukázal jako zbytečně velký. Logickým krokem tedy bylo zmenšení výkonu i rozměrů náboje, což umožnilo konstrukci samočinné pušky s mnohem větší palebnou mohutností při zachování dostatečného účinku na požadovanou vzdálenost. Zmenšil se tak zpětný ráz zbraně, a střelec mohl u sebe nést více nábojů. Vznikla tak vlastně nová kategorie pěchotního střeliva: náboj střední balistické výkonnosti, kratší a slabší než běžný puškový, ale mnohem výkonnější než pistolový.

## Konstrukce

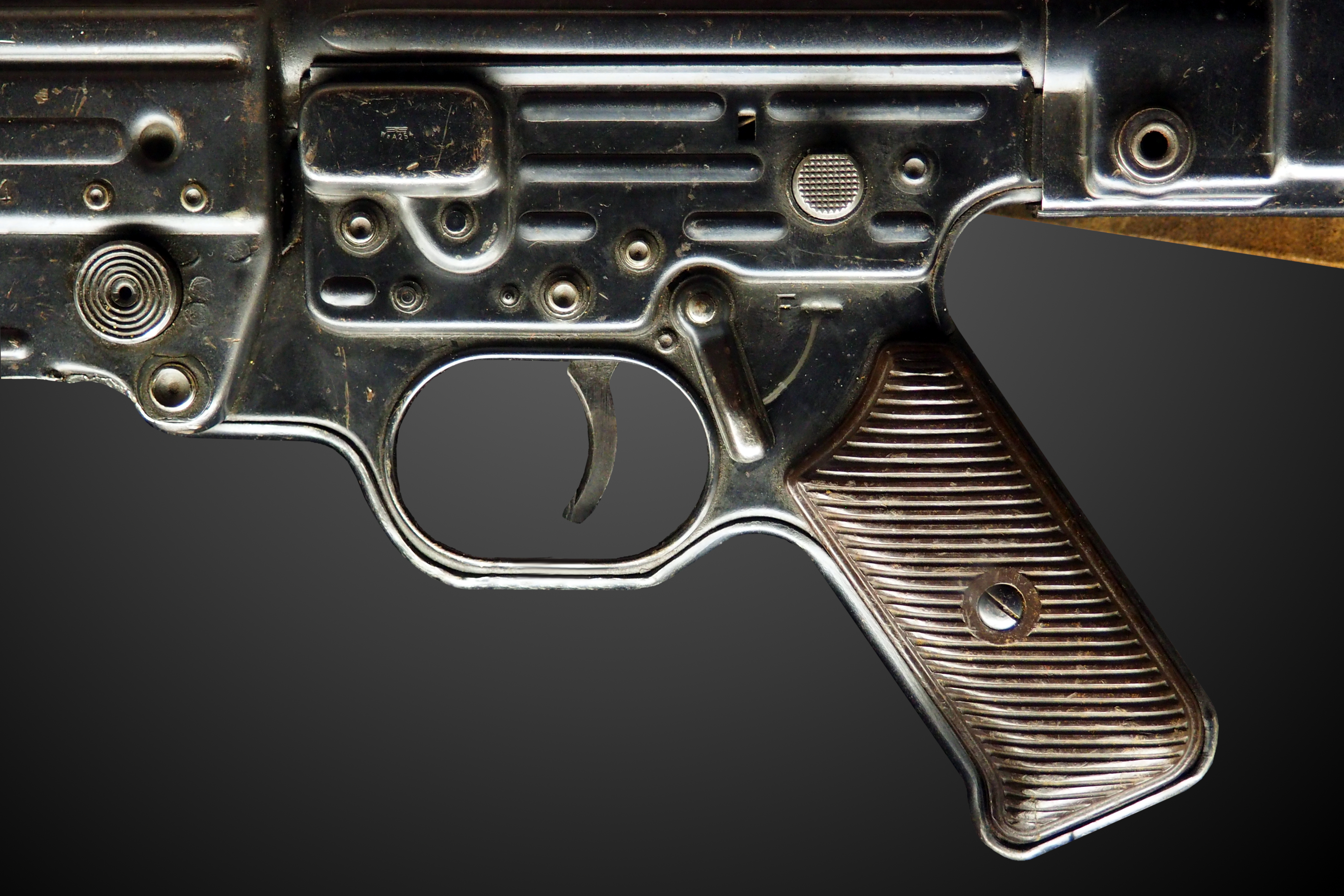
Detail rukojeti

Tento pravzor všech moderních útočných pušek pracuje na principu odběru spalných plynů z vývrtu hlavně a jejich působení na plynový píst, uložený nad hlavní a pevně spojený s nosičem závorníku. Závěr je plně uzamčený vykývnutím závorníku ve vertikální rovině. Hlaveň obsahuje 4 pravotočivé drážky. Na zbrani je rovněž zajímavá její značná technologičnost – velký počet součástí byl vyráběn lisováním a svařováním, místo do té doby obvyklých třískově obráběných výkovků. Tato technologie výroby se začala u vojenských zbraní široce používat v 50. a 60. letech, němečtí konstruktéři tedy (jako v mnoha případech) předběhli svou dobu.[zdroj⁠?!]
MP-43/StG-44 má zcela charakteristický vzhled, dřívějším vojenským puškám není podobná. Kromě masivní dřevěné pažby, zasazené do zadní části ocelového pouzdra závěru, je opatřena pažbičkou pistolového typu (shodného tvaru jako u samopalu MP 40) a perforovaným předpažbím, lisovaným z plechu. Toto uspořádání je v zásadě aplikováno dodnes u většiny typů vojenských útočných pušek.
Dle bojových zkušeností vojáků byla určitou slabinou této zbraně náchylnost k samozápalům – po dlouhotrvající střelbě dávkou hrozilo samoodpálení náboje v přehřáté nábojové komoře. Díky nevelkému zpětnému rázu, značné hmotnosti (5,2 kg je na vojenskou pušku poměrně dost) a nízké kadenci je však při střelbě snadno zvládnutelná. MP43/StG.44 položily základ nové kategorii vojenských zbraní jednotlivce: útočným puškám pro náboj střední balistické výkonnosti.

## Služba

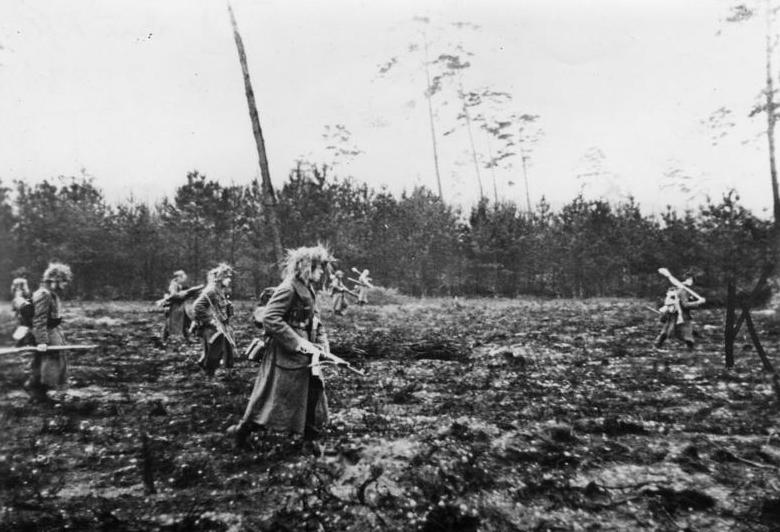
Granátníci operující poblíž města Cáchy, 1944

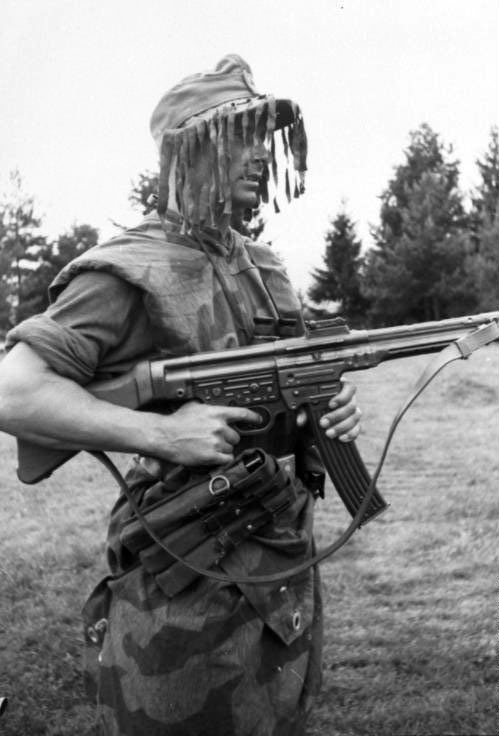
Německý pěšák v kamuflážním oděvu „Hejkal“. U pasu má zásobníky ke zbrani MP 40.

StG 44 se začala používat v roce 1944; do konce války bylo vyrobeno 425 977 kusů v různých variantách. Podle představy OKH (Oberkomando des Heeres, vrchní velitelství branné moci 3. říše) měla ve výzbroji postupně nahradit opakovací pušky Mauser Kar 98k, samopaly MP38/MP40 i pestrou směs starších a kořistních zbraní, jež německé ozbrojené síly používaly. Nikdy jí však nebyl vyroben dostatečný počet, a dokonce ani nebyla v průběhu války utlumována výroba dosavadních typů vojenských ručních zbraní.
Prakticky stejná zbraň, označovaná jako MP 43, byla o rok dříve zavedena pokusně do výzbroje pancéřových granátníků SS.[zdroj⁠?!] Od StG 44 se lišila drobnými technologickými detaily, o něco málo vyšší hmotností a černěným povrchem kovových částí (zatímco StG. 44 měla povrch šedě parkerizovaný).
Po skončení druhé světové války se nezanedbatelný počet kořistních StG. 44 dostal i do výzbroje čs. armády (ještě v roce 1950 jich čs. vojenská správa evidovala více než 20 000 kusů). Používala je rovněž východoněmecká pohraniční stráž. V řadě dalších zemí byly tyto zbraně v poválečných letech zkoušeny a analýza poznatků posloužila k vlastnímu vývoji vojenských pušek.

## Varianty
- MKb-42(W) prototyp útočné pušky, (W) podle firmy Carl Walther, vyrobeno 200 kusů, střílí z uzavřeného závěru, uzamčení závěru otočným závorníkem[10]
- MKb-42(H) prototyp útočné pušky, (H) podle firmy C. G. Haenel, z které vychází MP-43, bylo vyrobeno 10 000 ks, střílí z otevřeného závěru.
- MP-43A / MP-43 první verze asi 100 kusů v roce 1943 byly pokusně nasazeny hlavně u Waffen-SS, poté staženy a vylepšeny nedostatky.
- MP-43B / MP-43/1 prototyp odstřelovací pušky který nevyšel.
- MP-44 sériová verze vyráběná v roce 1944, oproti MP-43 byla lehčí a měla pár vylepšení.
- StG-44 vlastně MP-44 pod jiným označením. Byla vyráběna v letech 1944–45 .

## Uživatelé
- Německo
- Jugoslávie
- Československo
- Východní Německo

## Galerie

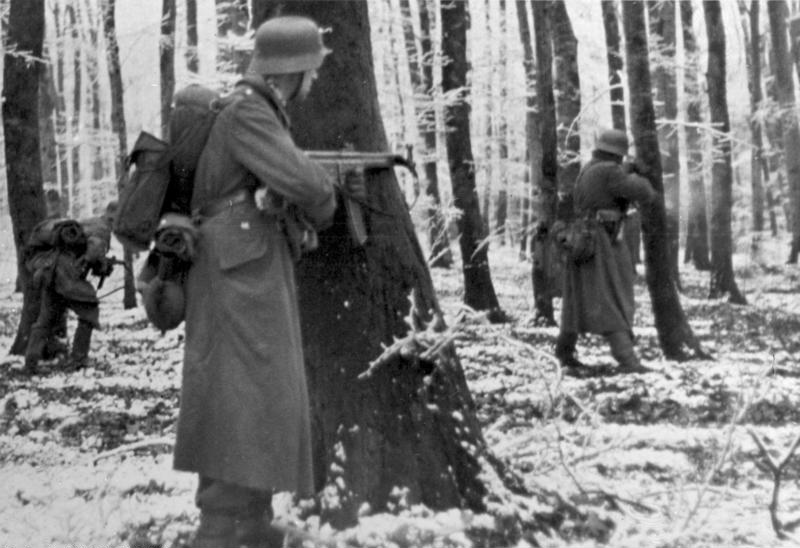
Granátníci s StG 44 v Ardenách
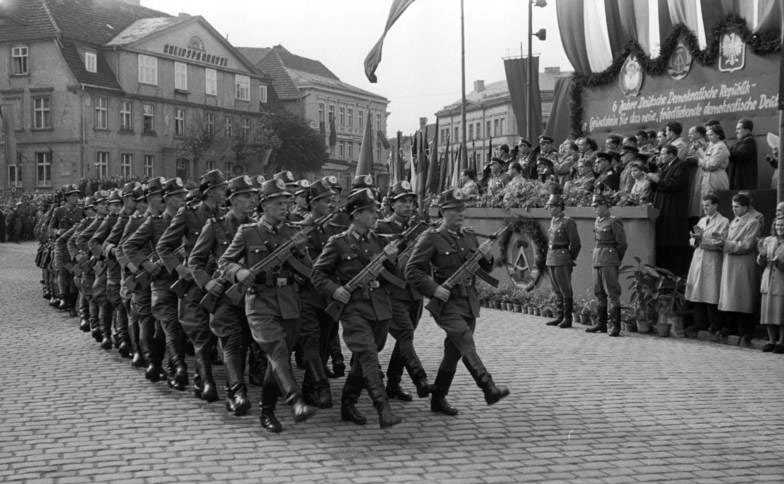
StG 44 v rukou volkspolizei v NDR kolem roku 1955. Tyto přebytky zůstaly v inventáři této organizace až do začátku 60. let.
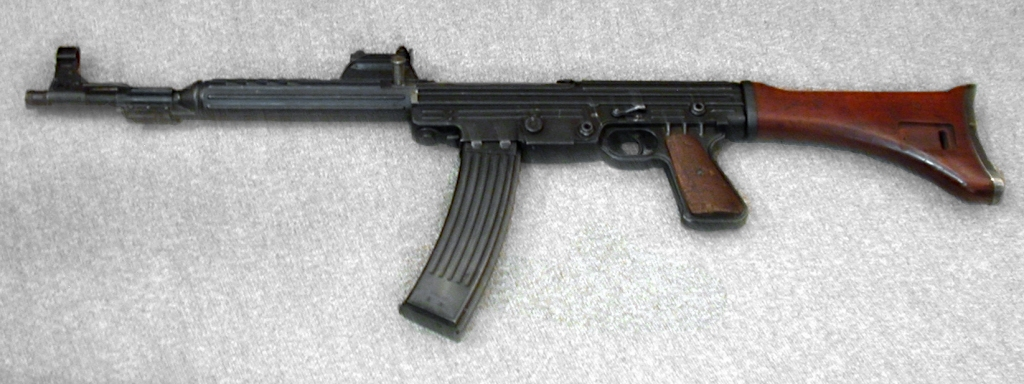
MKb 42W (Walther)
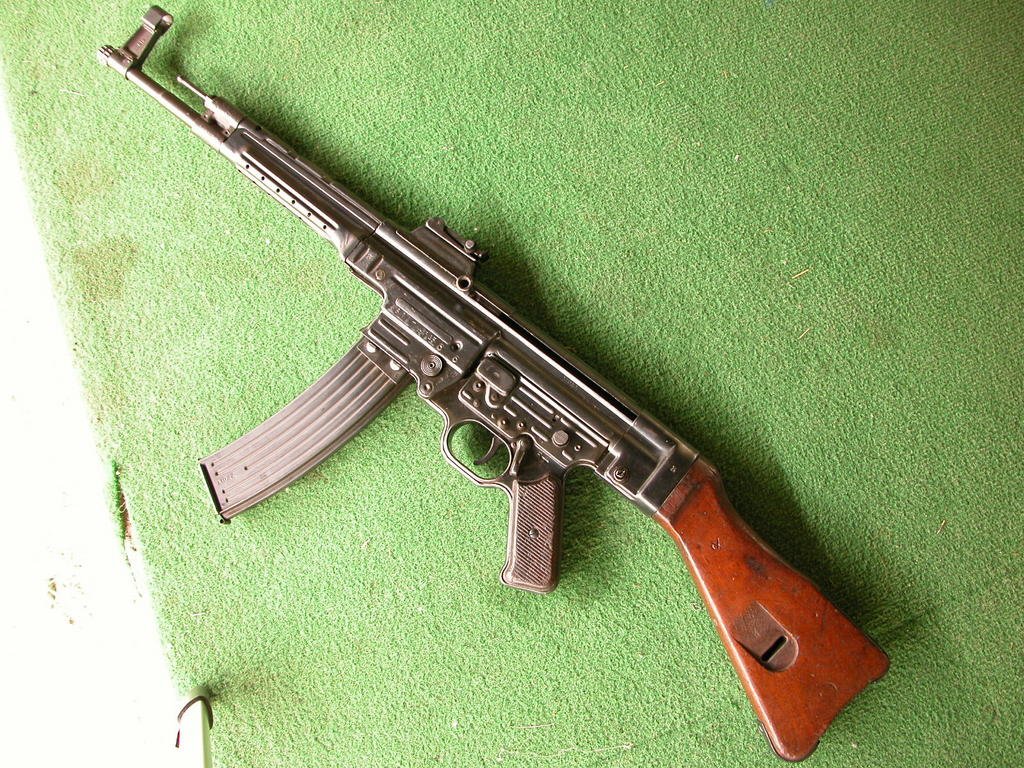
MP 44 z roku 1945
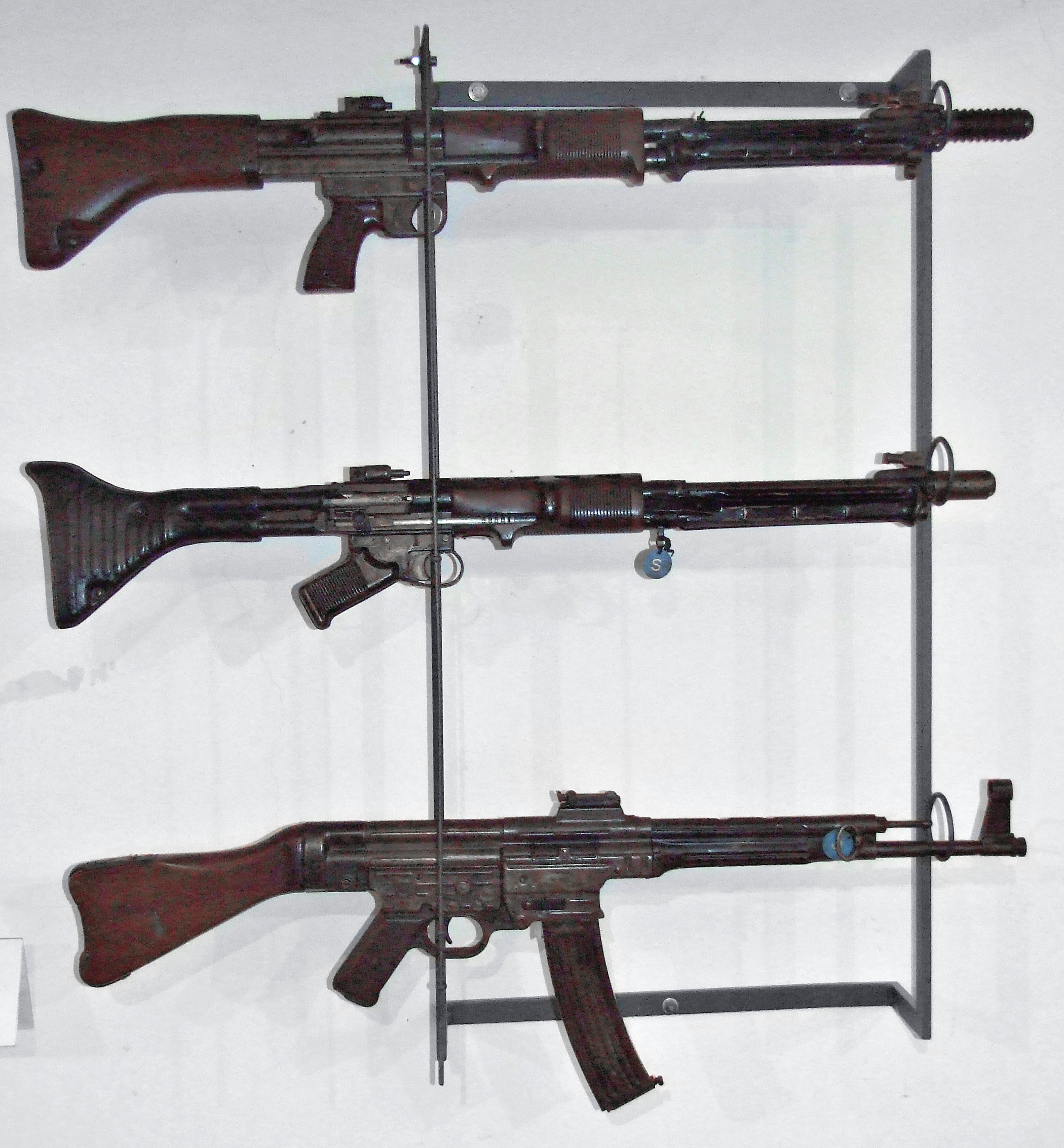
Odshora: pozdější FG 42, první FG 42 a StG 44
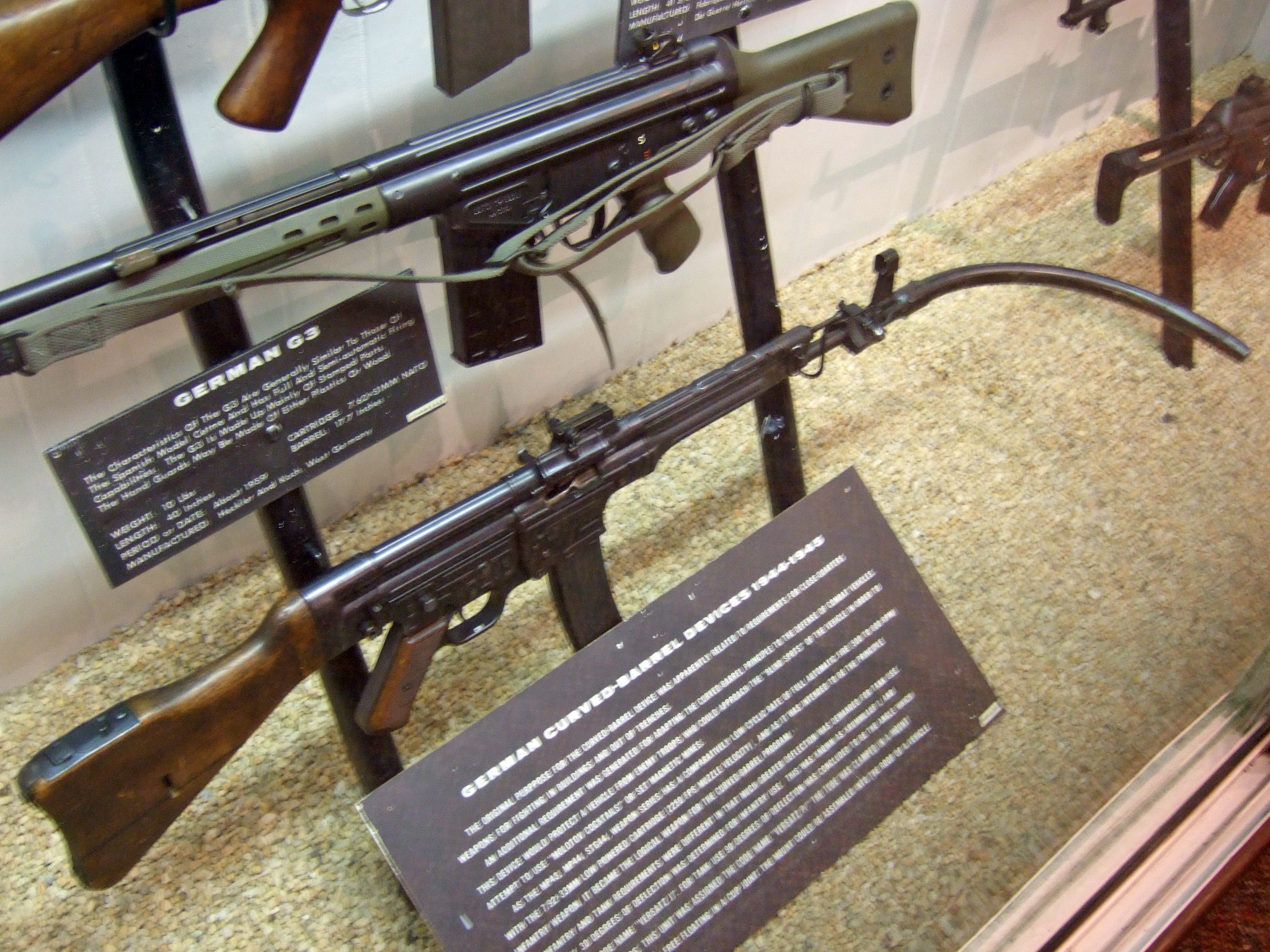
StG 44 se zahnutou hlavní